# Regnasa-1
La regnasa-1, també anomenada ZC3H12a o MCPIP1, és identificada com una endoribonucleasa citoplasmàtica, un tipus de RNasa, que participa en processos de digestió d'ARN missatger que codifiquen citocines per via endonucleòtica; és, doncs, una proteïna enzimàtica. Tal enzim va ser descrit com una proteïna que albergava tres dominis i tres regions: un primer domini de zinc de tipus CCCH, un domini de RNasa PIN, un tercer domini d'unió a la ubiquitina i, per altra banda, una regió nuclear i dues regions riques en prolina.
La regnasa-1 és membre d'una família de proteïnes que inclou la ZC3H12b, la ZC3H12c i la ZC3H12d, totes caracteritzades per mantenir el domini de zinc tipus CCCH.
Per altra banda, és important comentar que la regnasa-1 és ràpidament fosforilada per les cinases IkB degut a l'estimulació per part de TLR (Toll-like receptors), i degradada en els peroxisomes, ja que la regnasa-1 porta incorporada la senyal ubiquitina que envia la proteïna a tal compartiment. La degradació de la regnasa-1 permet l'expressió ràpida de l'ARN missatger que codifica la proteïnes IL-6.

## Història

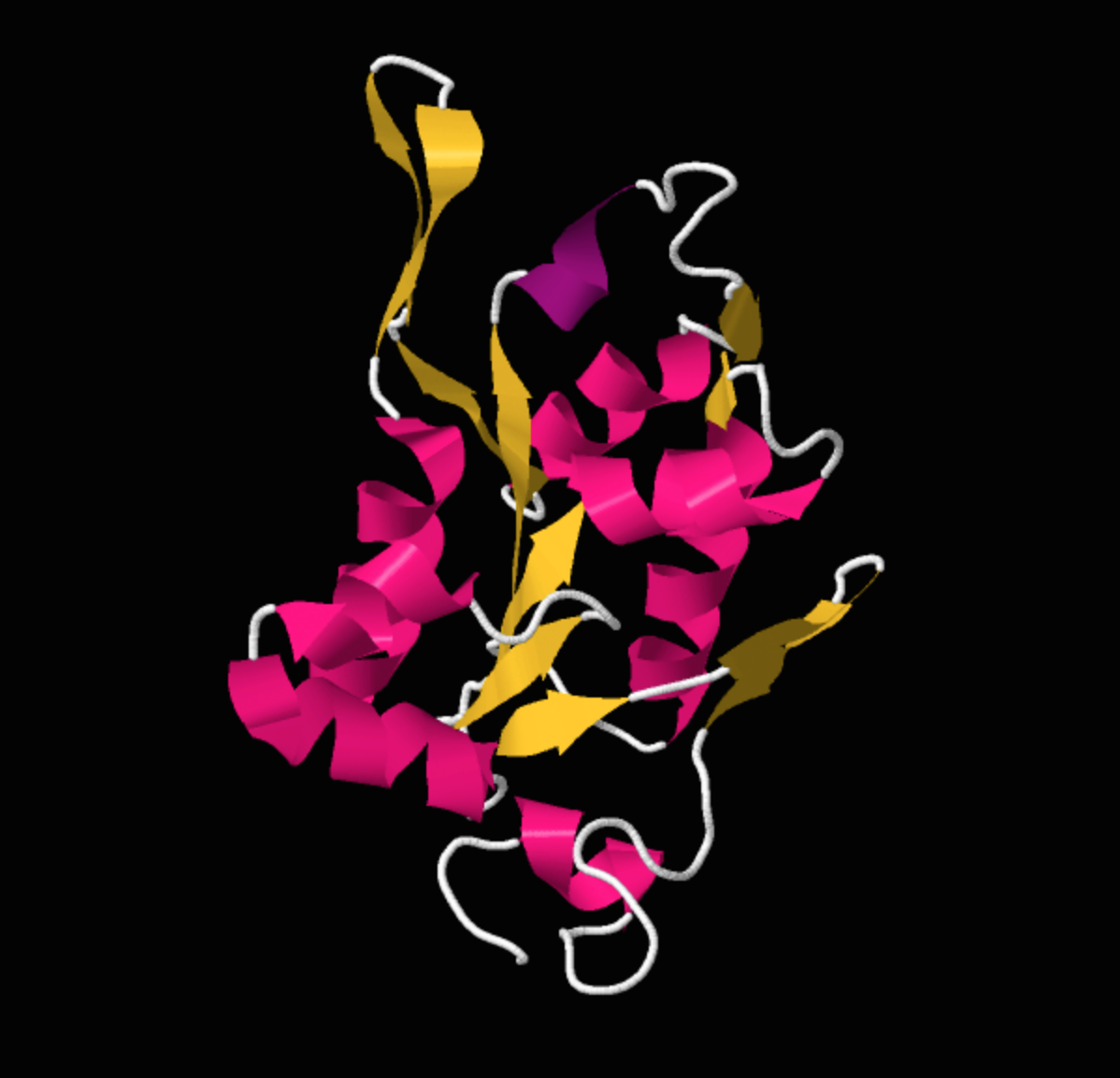
Estructura tridimensional de la regnasa-1

Abans d'exposar detalladament les funcions, estructura, propietats químiques, entre altres apartats, de la regnasa-1, cal fer una breu passejada al llarg del temps pels estudis que s'han fet fins a arribar a la seva descoberta.
La regnasa-1 està induïda pel gen ZC3H12a (amb un total de 5 exons i situat al cromosoma 1). Aquest gen va ser descobert a través d'experiments amb monòcits de la sang exposats a MCP-1 que induïen l'activació de la transcripció de gens coneguts i van expressar seqüències concretes (EST). La majoria de gens no identificats induïts per ESTs es van relacionar amb l'ADN humà i la relació amb el cromosoma 1p34.3 va donar el nom de ZC3H12a.

## Funcions
Encara que algunes de les característiques estructurals i el mecanisme d'actuació de MCPIP1 no estan encara completament explicats, la seva importància en la regulació de les reaccions inflamatòries s'ha establert fermament i s'han pogut recopilar les diferents característiques funcionals de MCPIP1 que han trobat diferents investigadors.
- Regnasa-1 és sens dubte un regulador negatiu dels processos inflamatoris a través de la degradació de les transcripcions que codifiquen citocines proinflamatòries com la ILβ-1.[9]
- Regnasa-1 actua com una ARNasa degradant tant ARNm que codifiquen quimiocines com IL-2 o degradant fins i tot el seu propi ARNm.
- ZC3H12a és un factor molt important de transcripció que participa per una banda en el desenvolupament de la cardiopatia isquèmica i l'apoptosi dels cardiomiòcits provocada per l'estrès oxidatiu, però per una altra banda també és responsable de la inducció de l'angiogènesi in vitro en cèl·lules HUVEC.[10]
- ZC3H12a es creu que regular diferents citocines proinflamatòries com la ILβ-1, encara que s'ha de demostrar la seva participació.
- Una altra suposició és que MCPIP1 té un paper de factor de diferenciació participant en l'adipogènesi de preadipòcits 3T3-L1 que es produeixen sense la participació habitual de PPR gamma, però també participant en la diferenciació de cèl·lules neuroprogenitores, induïda per la proteïna precursora d'amiloide (APP). Així com participant en la diferenciació de les cèl·lules precursores en osteoclasts amb l'expressió de marcadors específics, un procés que implica l'estrès oxidatiu en el reticle endoplasmàtic. Encara que nombrosos informes suggereixen l'assamblatge de MCPIP1 en la diferenciació cel·lular, cadascun proposant un mecanisme d'acció diferent de MCPIP1, la idea general requereix la verificació experimental.
- Regnasa-1 té un paper molt important en la supressió de l'activació dels limfòcits i del desenvolupament de malalties immunitàries. A més, participa en el control de respostes immunitàries, tot degradant una sèrie d'ARN missatger.
- RNasa regnasa-1 té un paper important en la senyalització de TLR macròfags, impedint l'autoimmunitat mitjançant la degradació d'un conjunt d'ARNm necessaris per a l'activació de cèl·lules T. El receptor de cèl·lules T (TCR) de senyalització promou l'escissió de la regnasa-1 per la proteasa MALT1, permetent l'activació de cèl·lules T, la qual cosa demostra que el control precís de regnasa-1 és molt important per la regulació de l'activació de cèl·lules T.
- Alguns informes indiquen que MCPIP1 actua també com una desubiquitinasa, eliminat restes d'ubiquitina units a proteïnes com TRAF2, TRAF3 i TRAF6. La desubiquitinació es reflecteix en la regulació negativa de la quinasa c-Jun N-terminal (JNK) i en el funcionament de NF-kB.

Aleshores, la regnasa-1 manté un equilibri perquè no només regula els seus propis inductors, sinó que també controla la degradació del seu propi ARNm.
En la recerca dels mecanismes responsable de les funcions de MCPIP1, s'han identificat almenys dues vies o camins diferents:
- Degradació de la IL-1-ARNm en l'etapa de la post-transcripció, utilitzant la descomposició d'ARNm.
- Desubiquinització dels components de la via de senyalització de NF-kB en l'etapa de la post-traducció. És a dir, afectació en la senyalització de NF-kB.

## Estructura

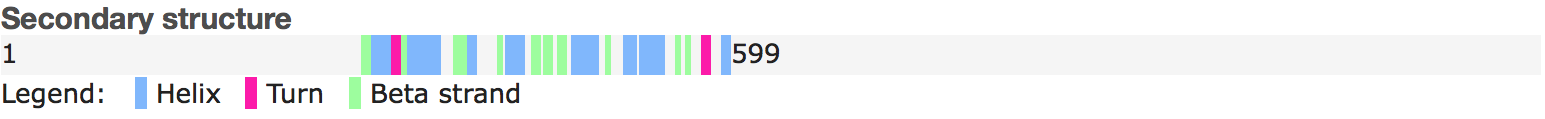
Estructura secundària de la regnasa-1

La proteïna (de fórmula molecular C2910H4531N817O881S20) està formada per un total de 599 aminoàcids.
L'any 2008 es van aclarir diverses característiques moleculars a distingir en aquesta molècula: Per una banda, té dues regions riques en prolina (PRR1 i PRR2) situades entre els residus 100-126 i 458-536, i un domini d'unió a la ubiquitina. A més, té un domini PIN tipus RNasa amb diana als ARNm IL-6 i IL-12B mRNAs. Es pensa que aquest domini situat a la part N-Terminal de MCPIP1 és responsable de la seva activitat com a RNasa, tot i que el seu mecanisme catalític encara no s'entén prou bé. L'estructura general d'aquest domini és homòloga amb la del domini PILT N-terminal.
La proteïna també disposa d'un senyal de localització nuclear putativa, és a dir un dit de zinc, de tipus CCCH que va de la posició 301 a la 324. Aquest tipus de domini, es creu que té un paper en la desestabilització de l'ARNm mitjançant l'associació amb el 3'UTR.
Per altra banda, malgrat moltes nucleases necessiten dos ions metàl·lics per realitzar l'activitat enzimàtica, la regnasa-1 té un sol cofactor de magnesi que s'enllaça amb un aminoàcid d'àcid aspàrtic a la posició 226. Al centre catalític de la proteïna hi ha diversos radicals acídics, incloent-hi Asp-141, Asn-144, Asp-225, Asp-226, Asp-244 i Asp248. Alguns d'aquests estan involucrats en la fixació de l'ió de magnesi, cosa que indica la seva importància per a l'activitat de l'RNasa.
Pel que fa a la seva estructura secundària, aquesta consisteix en diversos plegaments (vuit en α-hèlix, vuit en làmina ß, i girs) que es troben entre la posició 138 i 291 de la cadena, mentre que les parts de cada extrem són cadenes d'aminoàcids enllaçats entre si a través d'enllaços peptídics. En estructura terciària, la proteïna adopta un plegament de α-β-α en què les cadenes β 1, 2, 3 i 6 formen una làmina β envoltada de conjunts d'hèlix-α-als dos cantons. Finalment, l'estructura quaternària es forma amb una cadena A de regnasa-1 unida a una cadena B idèntica a l'anterior.

## Propietats químiques i mutacions estudiades
La regnasa-1 té 71 radicals carregats negativament (entre Asp i Glu) i un total de 68 radicals carregats positivament (entre Arg i Lys). Per tant, és una proteïna amb càrrega neta negativa.
El seu punt isoelèctric (pI) és de 6,5 i la seva vida mitjana estimada és de 30h (en reticulòcits de mamífers estudiats in vitro), 20h mínim (en llevats estudiats in vivo), i 10h mínim (en Escherichia coli, in vivo).
Com ja s'ha vist, al centre catalític de la proteïna s'hi troben diversos radicals acídics, cosa fa evident la importància que poden tenir les mutacions puntuals. Si es canvia l'aminoàcid número 141 (Asp) a (Asn) la proteïna perd la càrrega negativa de l'àcid aspàrtic que hi havia i deixa d'exercir la seva funció d'unió amb l'ARN. Un efecte similar es dona en la posició 214 (canvi d'Arg a Ala), ja que en situar-s'hi una alanina, desapareix la càrrega positiva del radical present a l'arginina.
Per altra banda, l'activitat de RNasa no varia si es canvia l'aminoàcid número 144 (un Asn per una Ala).

## Expressió gènica
L'expressió de l'ARN missatge que codifica la regnasa-1 està induïda per Toll-like receptors, interleucines i citocines proinflamatòries com la ILβ-1, les quals contribueixen a agreujar la patologia de les malalties autoimmunitàries.
La ZC3H12a és expressada en cèl·lules immunes i en altre òrgans importants que tenen un paper en el sistema immunitari com els ganglis limfàtics.
La regnasa-1 (també coneguda com a Zc3h12a o MCPIP1) és una RNasa que desestabilitza una sèrie d'ARNms incloent IL-6 i IL-12b a més de c-Rel, Ox40, i IL2; a través de l'escissió dels seus 3'UTRs en resposta al lligands TLR als macròfags. S'ha trobat que la regnasa-1 és fosforil·lada per les quinases IkB (IKKs) en resposta als lligands TLR o l'estimulació d'IL-1b a través de la via de senyalització dependent de MyD88, el que porta a la degradació ràpida de regnasa-1 en un proteosoma dependent d'ubiquitina. La degradació de la regnasa-1 allibera el “brake” a l'expressió del mRNA IL-6 i permet la inducció ràpida i robusta de l'ARNm Il-6 quan sigui necessari.
La regnasa-1 és essencial per prevenir l'efecte aberrant de la generació autònoma de cèl·lules T CD4+. Sorprenentment, l'estimulació dels receptors de les cèl·lules T condueix a l'escissió de la regnasa-1 a R111 a través de la MALT1 paracaspasa, deslliurant les cèl·lules T de la supressió mediada per la regnasa-1. La  Malt1 escindeix la regnasa-1 a R111, perquè aquesta posició és N-terminal en el domini de la RNasa i el producte de l'escissió C-terminal sembla que és enzimàticament actiu; en resposta a l'estimulació del TCR. A més, l'activitat de la proteasa Malt1 és molt important pel control de l'estabilitat dels ARNm dels gens efectors de les cèl·lules T. Resultats d'investigacions indiquen que el control dinàmic de l'expressió de la regnasa-1 en les cèl·lules T és molt rellevant per controlar l'activació de les mateixes cèl·lules T.
La regnasa-1 és degradada en resposta al receptor de la cèl·lules T (TCR) d'una manera diferent que en resposta estimulada del TRL/IL-18R. Encara però no està molt clar si és suficient el TCR per degradar en la totalitat la regnasa-1 però sí que se sap que la regnasa-1 és degradada en una manera dependent de l'activitat de la proteasa Malt1. L'activitat de la proteasa és necessària per a la prolongació de la vida de la diana de la regnasa-1 als ARNms. Per tant, la regnasa-1 és important per prevenir l'autoimmunitat i és regulada en el decurs de l'activació de les cèl·lules T.
Resultats de diferents investigacions indiquen que la regnasa-1 perifèrica a les cèl·lules T CD4+ té l'habilitat d'activar les cèl·lules immunitàries i també regula l'expressió de molts gens que en cas de deficiència alguns poden expressar-se a partir del NF-kB.
Inclús sembla que la regnasa-1 també és indispensable pel desenvolupament de les cèl·lules del tim però encara falten més investigacions per conèixer realment quin paper hi desenvolupa. A més, la regnasa-1 també actua com a desubiquinasa per suprimir l'activació del NF-kB.

## La regnasa-1 i el sistema immunitari
La regnasa-1 ha estat estudiada en un model animal, concretament el model de ratolí, i s'ha vist que la seva manca provoca espontànies malalties immunitàries i inflamatòries caracteritzades per la producció d'anticossos que ataquen cèl·lules pròpies de l'organisme.
En el cas dels ratolins, la regnasa-1 desenvolupa una greu esplenomegàlia i una adenopatia o limfadenopatia amb una infiltració de cèl·lules del plasma als pulmons, pàncrees i fetge.
A partir dels estudis amb ratolins es coneix que Zc3h12a és responsable de la regulació d'un nombre limitat de gens en els macròfags. 
Actualment, se sap que l'expressió de la proteïna regnasa-1 és regulada durant el procés d'inflamació. Tal consideració ens indica, doncs, que la regnasa-1 és un regulador negatiu essencial pel manteniment de l'homeòstasi corporal, la qual permet mantenir un constant equilibri intern dels organismes vius. I per tant la deficiència de regnasa-1 desenvolupa malaltia immunitàries severes.
Quan hi ha una estimulació de cèl·lules immunitàries, els nivells de la proteïna regnasa-1 disminueixen ràpidament, cosa que facilita la proliferació de citocines inflamatòries. En l'última fase, els nivells de regnasa-1 es restauren, cosa que provoca la degradació dels ARNm que codifiquen les citocines. La dinàmica expressió de la regnasa-1 té un paper important en l'activació de les respostes inflamatòries.
Com s'ha esmentat anteriorment, davant d'una deficiència de regnasa-1 es presenten severes inflamacions. Aquestes són degudes a l'activació de les cèl·lules T i les cèl·lules B presentant hiperimmunoglobulèmia i produint autoanticossos. No obstant, el mecanisme d'inducció d'aquestes malalties inflamatòries encara no es coneix molt bé. 
D'altra banda, a més dels macròfags, la regnasa-1 s'expressa en diverses cèl·lules immunitàries com les T i les B. L'eliminació del gen de la regnasa-1 indueix l'activació de les cèl·lules T i B, com també el desenvolupament de malalties autoimmunitàries. ZC3H12a és essencial per prevenir el desenvolupament de malalties immunològiques greus caracteritzades per un augment de les immunoglobulines, produint cèl·lules plasmàtiques i la hiperactivació de les cèl·lules T. Per això s'ha investigat quin paper hi desenvolupen les cèl·lules T, ja que la seva activació en absència de regnasa-1 no pot ser explicada com una sobreproducció de certes citocines sinó que sembla que la regnasa-1 actua de manera autònoma en les cèl·lules T.
En resum, s'ha demostrat que la regnasa-1 és essencial per suprimir indesitjades reaccions immunitàries mediades per cèl·lules T a través de múltiples factors de transcripció codificants dels ARNms diana, molècules superficials i citocines. La regulació dinàmica de la regnasa-1 a través de la via de senyalització de TCR contribueix a l'activació de les cèl·lules T. La manipulació de la Malt1 mediada per l'expressió de la regnasa-1 sembla important com a punt de control de la resposta immunitària mediada per cèl·lules T in vivo.
Finalment, regnasa-1 pot ser una bona diana de fàrmacs que controlin les respostes immunològiques. Els compostos que inhibeixen la degradació de regnasa-1 podrien ser terapèuticament útils per a la inflamació crònica i malalties autoimmunes, mentre que l'exploració de molècules petites que afecten l'activitat de RNasa té el potencial per millorar la immunitat adaptativa necessària per al desenvolupament de vacunes i la immunoteràpia del càncer.

## Usos mèdics
Anàlisi precisos i detallats de la proteïna regnasa-1, juntament amb altres proteïnes com Arid5 o també d'ARNms, són útils per a resoldre un misteri important en la medicina: Per què IL-6 s'expressa persistentment en diverses malalties? Abans de tot, cal aclarir que la interleucina 6 (IL-6) és una citocina típica amb activitat pleiotròpica. I la producció transitòria d'IL-6 contribueix a la defensa de l'hoste contra les infeccions i les lesions de teixits, i quan s'elimina l'estrès de la infecció o lesió, la síntesi d'IL-6 s'acaba. No obstant això, la producció contínua descontrolada d'IL-6 per una població cel·lular diferent té un paper patològic en diverses malalties autoimmunes inflamatòries. Per això, la clarificació del mecanisme o mecanismes que participen inspirarà la identificació de molècules diana i les investigacions més específiques en la patogènesi de malalties específiques.
Les implicacions de la regnasa-1 a la salut de l'home tot just s'han començat a investigar. Alguns dels canvis immunològics descrits en ratolins amb una deficiència de regnasa-1, com la producció d'anticossos anti-nuclears entre d'altres, suggereixen que la regnasa-1 podria ser essencial per prevenir el desenvolupament de malalties inflamatòries autoimmunes caracteritzades per un augment de cèl·lules plasmàtiques productores d'immunoglobulina, de producció d'anticossos o la formació de granulomes.
Les quimiocines com la MCP-1 (una altra proteïna relacionada amb la regnasa-1 en els processos d'inflamació) han estat reconegudes com a dianes per a les cures terapèutiques, per exemple, en millores en la disfuncionalitat de l'endoteli i en les propietats antiinflamatòries dels tractaments corrents. És més, evidències recents en models provats en ratolins suggereixen que fixant com a diana la MCP-1 podria sorgir com una nova opció de tractament per les artritis virals, ja que funciona mitjançant l'eliminació de la inflamació excessiva sense comprometre la immunitat antiviral. Molt probablement tindria aplicacions no només per malalties immunitàries sinó també per malalties inflamatòries. Així neutralitzant les quimiocines es reduiria la inflamació i, per tant, serviria en tractament pel dolor crònic.
Una altra aplicació seria en els trasplantaments, ja que s'ha observat que regulant les MAPquinases que intervenen en la resposta inflamatòria de la MCP-1 es reduiria el dany del donant d'òrgan i es milloraria els resultats del pacient després de la intervenció.
La MCPIP1 regula l'estabilitat de les transcripcions que codifiquen dues de les principals citocines proinflamatòries Il-1β i IL-6, i  també la seva transcripció, així la Regnase-1 es pot considerar com un regulador central dels processos inflamatoris. A més no només té implicació en malalties immunitàries sinó que també en diversos estats patològics amb la diabetis i el càncer.
Altres malalties que s'hi han trobat relacionades han estat infarts de miocardi prematurs, esclerosi múltiple, malaltia de Graves, la síndrome de Sjörgren, isquèmia, hipertensió, malalties reumàtiques, artritis reumatoide, lupus, esclerodèrmia, malalties pulmonars, malalties gastrointestinals (com la fibrosi del fetge), obesitat, diabetis, càncer i infecció pel VIH.
La hipòtesi és que el gen regnasa-1 podria ser un gen molt important implicat en la diferenciació com una eina per mantenir l'homeòstasi. Per tant, el descobriment d'un gen amb un paper central en la regulació de les quimiocines sembla una oportunitat per a un enfocament terapèutic més eficaç i integral.

## Perspectives futures
Malgrat el considerable progrés en l'elucidació de la relació estructura/funció de la MCPIP1, no es pot explicar encara la dualitat d'activitats enzimàtiques diverses d'una sola molècula de MCPIP1 com a RNasa i com a desubiquitinasa; fins al moment, no es coneix cap híbrid bifuncional similar. D'altra banda, és difícil en l'actualitat avaluar el potencial antiinflamatori real del MCPIP1 in vivo. Qualssevol respostes que es trobin a aquestes preguntes, és clar que, encara que MCPIP1 pot ser considerada com un enzim o una proteïna auxiliar de la cascada de senyalització de NF-kB, no variaran el fet que el seu paper no està de cap manera limitat a la regulació de la descomposició d'algunes citocines d'ARNms i, per tant, MCPIP1 ha de ser més aviat tractat comun nou interruptor principal modulador de les reaccions inflamatòries.
A part, d'aquesta qüestió primordial de l'especificitat de la regnasa-1, també caldria descobrir si la regnasa-1 per si sola és capaç de reconèixer els ARN missatgers o necessita la combinació d'alguna altra o altres proteïnes concretes.
A més, caldria esbrinar la base molecular i cel·lular de les malalties autoimmunitàries causades per la regnasa-1, ja que se sap que hi té una intervenció directa però es desconeix força tot el procediment complex de funcionament.
Per altra banda, el que encara és incert és el fet que una proteïna citosòlica com és la regnasa-1 participi en el procés de transcripció de seqüències d'ARN missatger, el qual es duu a terme al nucli cel·lular.